# Władysława Maria Francuz
Władysława Maria Francuz (ur. 7 grudnia 1944; zm. 3 sierpnia 2017 w Krakowie) – polska inżynier i działaczka społeczna, doktor nauk humanistycznych, profesor oświaty, twórca Zespołu Pieśni i Tańca „Małe Słowianki”. Z wniosku dzieci Kawaler Orderu Uśmiechu.

## Wykształcenie
Uczyła się w Szkole Podstawowej nr 43 w Dębnikach oraz nieistniejącym już IX Liceum Ogólnokształcącym im. Józefy Joteyko w Krakowie. Absolwentka Wydziału Budownictwa Lądowego Politechniki Krakowskiej, gdzie uzyskała tytuł zawodowy magistra inżyniera budownictwa. W 1985 na Wydziale Filozoficzno–Historycznym Uniwersytetu Jagiellońskiego uzyskała stopień doktora nauk humanistycznych. Promotorem pracy doktorskiej był prof. dr hab. Tadeusz Aleksander.

## Działalność naukowa i oświatowa
- kierownik Zespołu Pieśni i Tańca „Małe Słowianki”
- koordynator Uniwersytetu Trzeciego Wieku Politechniki Krakowskiej – 2010-2017
- była członkini Krakowskiej Rady Seniorów
- harcmistrzyni ZHP – 1967
- zastępca komendanta Chorągwianej Szkoły Instruktorów – 1975-1990
- dyrektor Centrum Pedagogiki i Psychologii Politechniki Krakowskiej – 1994-2014
- członek Komitetu Olimpiady wiedzy i umiejętności budowlanych w Krakowie i Warszawie
- członek zespołu Komitetu Nauk Pedagogicznych PAN[3][2]

14 października 2010 otrzymała tytuł profesora oświaty. Przez 17 lat była wykładowcą w systemie doskonalenia nauczycieli IKN (obecnie Centralny Ośrodek Doskonalenia Nauczycieli) w Warszawie Oddział w Krakowie. Była dydaktykiem-specjalistą w zakresie systemów zarządzania jakością w edukacji. Od 1990 pracowała na Politechnice Krakowskiej, kierując od 1994 tamtejszym Centrum Pedagogiki i Psychologii.
Była autorką ponad 140 publikacji, w tym kilkunastu książek.

## Działalność harcerska
W 1957 wstąpiła do 13 Drużyny Harcerskiej im. J. Falkowskiej, w której pełniła funkcje zastępowej oraz przybocznej. Później, w latach 1962–1966 była drużynową 13 Żeńskiej Drużyny Zuchów „Polne Kwiaty”. W latach 1962–1969 w komendzie hufca pełniła funkcje kwatermistrza oraz namiestnika zuchowego. W 1967 otrzymała stopień harcmistrza. W 1969 została mianowana komendantką szczepu „Maraton 44”, który prowadziła do 1974. W Komendzie Chorągwi Krakowskiej ZHP działała jako instruktor wydziałów najpierw Zuchowego (1964-1969), a następnie Szkół Ponadpodstawowych (1973–1975). W latach 1974–1976 była członkiem rady chorągwi. W 1975 założyła Harcerski Zespół Pieśni i Tańca „Małe Słowianki” w Pałacu (obecnie Centrum) Młodzieży w Krakowie. Zespół ten aż do 1990 był równocześnie szczepem harcerskim, którego komendantem był druh hm. Janusz Francuz. W latach 1975–1990 pełniła również funkcję zastępcy komendanta Chorągwianej Szkoły Instruktorów, którym był hm. Antoni Weyssenhoff oraz przewodniczącej Kręgu „Zielona Droga” przy Zespole/Szczepie „Małe Słowianki”.

## Odznaczenia i tytuły

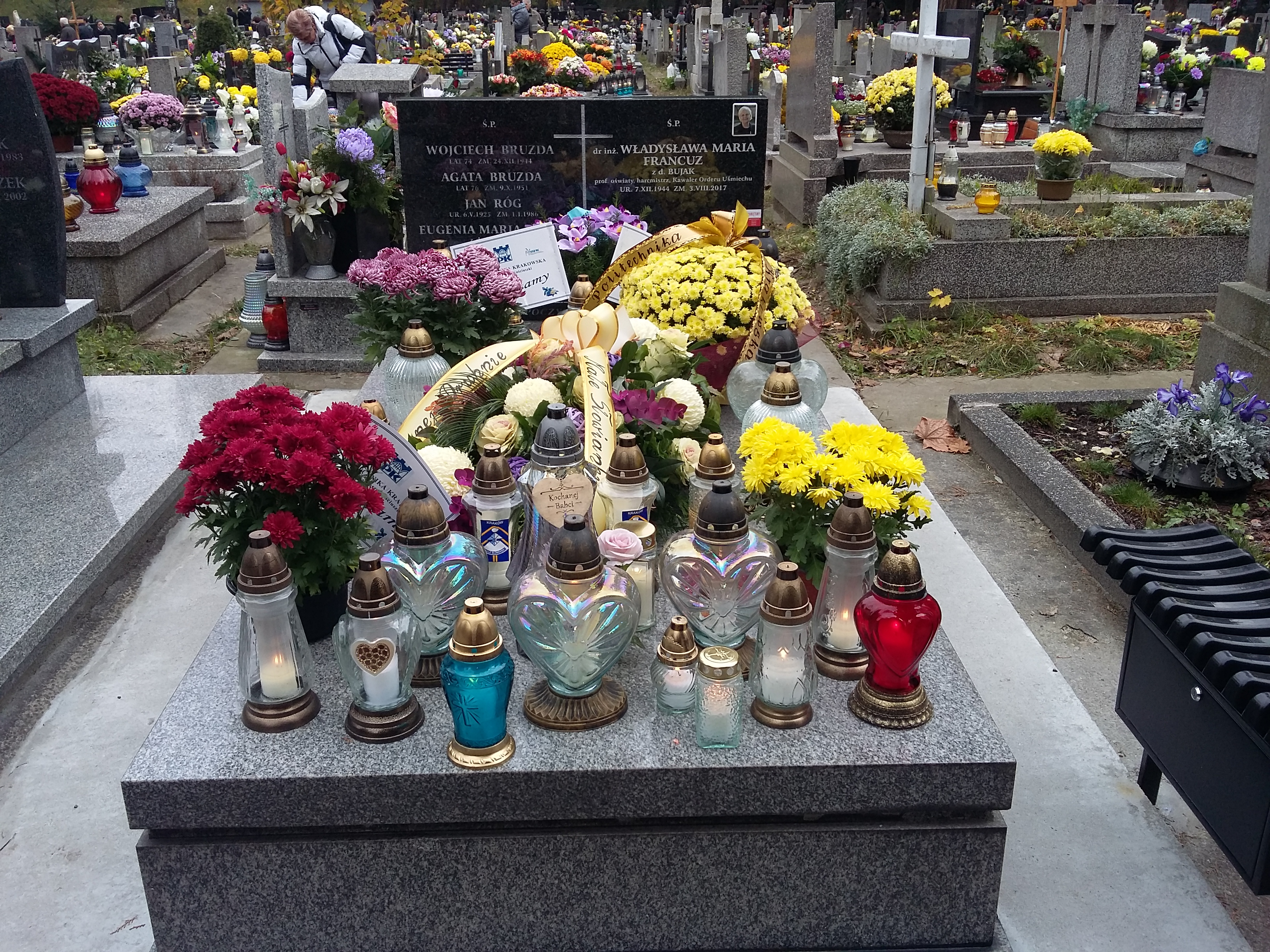
Cmentarz w Borku Fałęckim w Krakowie – grobowiec Władysławy Marii Francuz w kwaterze XII

- Krzyż Kawalerski Orderu Odrodzenia Polski – 2002
- Order Uśmiechu – 1986
- Złoty Krzyż Zasługi – 1988
- Medal Komisji Edukacji Narodowej – 1981
- Krzyż „Za Zasługi dla ZHP” – 1985
- Odznaka „Honoris Gratia” – 2010
- Złota Honorowa Odznaka Ruchu Przyjaciół Harcerstwa – 2001
- Honorowa i Złota Odznaka Politechniki Krakowskiej – 1996, 2002
- Odznaka „Przyjaciel Dziecka”
- Złoty Medal Chorągwi Krakowskiej ZHP – 2006
- Medal 100–lecia ZHP
- Medal 70–lecia Politechniki Krakowskiej – 2015
- cztery nagrody Ministerstwa Edukacji Narodowej
- cztery nagrody Rektora Politechniki Krakowskiej
- sześć nagród kuratora oświaty oraz Prezydenta Miasta Krakowa
- kilkanaście nagród dyrektora Centrum Młodzieży im. dr. Henryka Jordana w Krakowie
- tytuł „Kawalera Stowarzyszenia ze znakiem srebrnego sygnetu” za wybitne zasługi dla Związku Harcerstwa Polskiego – 2017
- tytuły „Człowieka Roku” Gazety Krakowskiej – 2000, 2016
- nagroda Amicus Hominum
- honorowy tytuł „Krakowianki Roku” – 2015
- specjalne wyróżnienie w plebiscycie Dziennika Polskiego „Taaaki człowiek 2014”[4]